# Giorgio Pasquali (Politiker)
Giorgio Pasquali (* 31. August 1925 in Fiesso Umbertiano, Provinz Rovigo; † 4. Juli 2012 in Bozen) war ein italienischer Politiker.

## Biographie
Pasquali, der den Titel eines ingegnere trug, wurde im Jahr 1957 als Kandidat der Democrazia Cristiana zum Bürgermeister Bozens gewählt. 1968 trat er von seinem Amt zurück und konnte bei den Wahlen desselben Jahres ein Mandat für den Südtiroler Landtag und damit gleichzeitig den Regionalrat Trentino-Südtirol erringen, denen er bis 1983 angehörte. Von 1969 bis 1984 war Pasquali in den Kabinetten Magnago III, Magnago IV und Magnago V Mitglied der Südtiroler Landesregierung und machte sich als Landesrat für das Ressort Landschafts-, Natur- und Umweltschutz insbesondere um das fortschrittliche Landschaftsschutzgesetz von 1970 und die Einrichtung der ersten Naturparks verdient. Von 1971 bis 1974 sowie von 1983 bis 1984 hatte er zusätzlich das Amt des Landeshauptmannstellvertreters inne. In den Jahren 1973–1974 amtierte er zudem kurzfristig als Regionalratspräsident.
Von 1992 bis 1998 war Pasquali Mitglied des Wissenschaftlichen Beirats des Forschungszentrums Eurac Research. Ab 1998 fungierte er als Präsident der Druckereigesellschaft SETA, die den Alto Adige verlegt.

## Publikation
- Giorgio Pasquali, Silvano Bassetti, Marianna Fumai, Italo Ghirigato, Peter Morello, Flavio V. Ruffini, Gottfried Tappeiner, Ulrike Tappeiner: Erfolgsfaktoren einer Region: das „Modell Südtirol“. Edition Raetia, Bozen 2002, ISBN 88-7283-168-7.